# Timo Suviranta
Timo Suviranta, né le 9 juin 1930, à Helsinki, en Finlande et décédé le 21 janvier 1994, à Helsinki, en Finlande, est un ancien joueur finlandais de basket-ball.